# Syn Szawła
Syn Szawła (węg. Saul fia) – węgierski dramat filmowy z 2015 roku w reżyserii László Nemesa, zrealizowany na podstawie scenariusza László Nemesa i Clary Royer. 
Obraz miał swoją światową premierę w konkursie głównym na 68. MFF w Cannes, gdzie zdobył drugą nagrodą, czyli Grand Prix. Był prezentowany również na MFF w Toronto. W 2016 roku został nagrodzony Oscarem za najlepszy film nieanglojęzyczny jako drugi w historii film z Węgier.

## Treść
Akcja dramatu toczy się w oświęcimskim obozie zagłady jesienią 1944 roku. Pochodzący z Ungváru Saul (Szaweł) Ausländer należy do tzw. Sonderkommando złożonego z żydowskich więźniów wybranych do pracy przy komorze gazowej i obsłudze krematorium, zwanych „tragarzami tajemnic”. W trakcie zagłady kolejnego transportu Żydów natrafia na ciało małoletniego chłopca, który przeżył zagazowanie i którego bierze za swego syna. Niezwykły przypadek wzbudza zainteresowanie Niemców – obozowy lekarz (domyślnie ukazany tu doktor Mengele) po zbadaniu dusi chłopca, nakazując późniejsze przeprowadzenie sekcji jego zwłok i skremowanie. Chcąc je uchronić przed religijnie zakazanym spaleniem, Szaweł stara się o ich wykradzenie z pomocą żydowskiego lekarza-więźnia (domyślnie: Miklós Nyiszli) oraz współtowarzyszy z komanda, co naraża go na kolejne niebezpieczne sytuacje. Podczas gdy w jego ostatecznie przewidzianym również do zgładzenia komando trwają nerwowe przygotowania do buntu i ucieczki z obozu (fakt historyczny), opanowany obsesyjnym zamiarem Szaweł poszukuje w odmęcie obozowego piekła rabina, który by tradycyjnie zadbał o godny pochówek rzekomego syna wraz z odmówieniem żałobnego kadyszu. Choć w dramatycznej sytuacji jego gorączkowe poszukiwania widocznie skazane są na niepowodzenie, stanowią tło dla przejmujących scen rozgrywającego się pandemonium masowej zagłady.

## Obsada
- Géza Röhrig – Saul (Szaweł) Ausländer
- Levente Molnár – Abraham Warszawski
- Urs Rechn – oberkapo Biedermann
- Sándor Zsótér – doktor (Miklós Nyiszli)
- Uwe Lauer – oberscharführer Voss
- Christian Harting – oberscharführer Busch
- Kamil Dobrowolski – oberkapo Mietek
- Todd Charmont – fałszywy rabin / Braun
- Jerzy Walczak – rabin Frankel z Sonderkommando
- Levente Orbán – rosyjski więzień
- Marcin Czarnik – Feigenbaum
- István Pion – Katz
- Attila Fritz – Jankiel
- Amitai Kedar – Hirsz
- Juli Jakab – Ella z obozu kobiecego
- Márton Ágh – grecki rabin-renegat Apikoyres
- András Jeles – lekarz obozowy, esesman
- Tom Pilath – oberscharführer SS
- Mihály Kormos – kapo Szlojme z kotłowni
- Mendy Cahan – członek Sonderkommanda

## Nagrody
- Nagroda Akademii Filmowej 2016:
  - najlepszy film nieanglojęzyczny